# Cowgill (Missouri)
Cowgill – miasto w Stanach Zjednoczonych, w stanie Missouri, w hrabstwie Caldwell.